# Neotrops
Genre
Neotrops est un genre d'araignées aranéomorphes de la famille des Oonopidae.

## Distribution
Les espèces de ce genre se rencontrent en Amérique du Sud et au Panama.

## Liste des espèces
Selon World Spider Catalog (version 22.5, 28/09/2021) :
- Neotrops amacuro Grismado & Ramírez, 2013
- Neotrops avalosi Grismado & Ramírez, 2013
- Neotrops caparu Grismado & Ramírez, 2013
- Neotrops darwini Grismado & Ramírez, 2013
- Neotrops donaldi (Chickering, 1951)
- Neotrops izquierdoi Grismado & Ramírez, 2013
- Neotrops kopuchianae Grismado & Ramírez, 2013
- Neotrops labarquei Grismado & Ramírez, 2013
- Neotrops lopardoae Grismado & Ramírez, 2013
- Neotrops lorenae Grismado & Ramírez, 2013
- Neotrops maracay Grismado & Ramírez, 2013
- Neotrops nigromaculatus (Mello-Leitão, 1944)
- Neotrops pakitza Grismado & Ramírez, 2013
- Neotrops piacentinii Grismado & Ramírez, 2013
- Neotrops pithecia Grismado & Ramírez, 2013
- Neotrops platnicki Grismado & Ramírez, 2013
- Neotrops poguazu Grismado & Ramírez, 2013
- Neotrops pombero Grismado & Ramírez, 2013
- Neotrops ramirezi Izquierdo & Grismado, 2014
- Neotrops rubioi Grismado & Ramírez, 2013
- Neotrops santamarta Grismado & Ramírez, 2013
- Neotrops sciosciae Grismado & Ramírez, 2013
- Neotrops silvae Grismado & Ramírez, 2013
- Neotrops trapellus (Chickering, 1971)
- Neotrops tucumanus (Simon, 1907)
- Neotrops waorani Grismado & Ramírez, 2013
- Neotrops yabare Grismado & Ramírez, 2013
- Neotrops yunga Grismado & Ramírez, 2013

## Publication originale
- Grismado & Ramírez, 2013 : « The New World goblin spiders of the new genus Neotrops (Araneae: Oonopidae), Part 1. » Bulletin of the American Museum of Natural History, no 383, p. 1-150 (texte intégrale).